# Dries Vanhegen
Dries Vanhegen (Oostende, 8 juli 1967) is een Belgische acteur, scenarist en auteur.

## Levensloop
Vanhegen studeerde aan het Antwerpse Conservatorium onder de leiding van onder anderen Dora van der Groen. Hij werkte een groot deel van zijn carrière in Nederland, bij onder meer de Toneelschuur van Haarlem, Het Noord Nederlands Toneel in Groningen en het Nationale Toneel in Den Haag. Hij had drie jaar zijn eigen toneelgezelschap, Het Manifest. Anno 2008 is hij freelance-acteur en heeft hij zijn eigen gezelschap, Mathilde Speelt.
In 1998 helpt hij samen met Jean-Marie Dedecker om presentator Rob Vanoudenhoven in Het Journaal te krijgen voor zijn tv-programma De XII werken van Vanoudenhoven. Vanoudenhoven was daartoe uitgedaagd door ex-journalist Jan Ceuleers.
In 2007 speelde Vanhegen het personage van de gelijknamige hoofdrolspeler in de film Ex Drummer, naar het gelijknamige boek van de Vlaamse schrijver Herman Brusselmans. Van 2013 tot 2014 deed hij ook mee in de soap Thuis, als Kurt Van Damme.

## Theater
- Quando Corpus Moriertur
- De Kikvorskoning
- Germania
- De meester van Koekelaere
- Kleur is alles
- Ivanov
- Suus
- De conciërge
- De knecht van twee meesters
- Er zijn!
- Hommage!
- Prinsessen in de bossen
- Oom Wanja
- Triptiek van de macht
- King Lear
- Penetrator
- Anger
- Geloof, Hoop en Liefde

Vanhegen schreef de teksten voor Jenny en De meester van Koekelare. Hij regisseerde onder meer; De ingebeelde zieke, Oedipoes, Julius Ceacar, The importance of being earnest, King Lear en Petroesjka.

## Televisie
- Brussel Nieuwsstraat (2000) - verschillende rollen
- Recht op Recht (2002) - als Frans Opdebeeck
- Flikken (2002) - als hoofdinspecteur Caerels
- De Wet volgens Milo (2004-2005) - als Koen Vermaet
- Spoed (2005) - als adoptievader
- Witse (2006) - als Kris Vaerten
- Aspe (2006) - als Wim Seresias
- Zone Stad (2007) - als Koen Beeckman
- Sara (2007-2008) - als Patrick De Graeve
- 180 (2008) - als Marco
- Flikken Maastricht (2008) - als Clemens Hinnen
- Flikken (2009) - als Torre Van Binst
- Code 37 (2009) - als Daniel Coeckaerts
- Aspe (2009) - als Lennert Deweerdt
- Los Zand (2009) - als Robrecht Palsterman
- De Rodenburgs (2010) - als producer
- Witse (2010) - als Ruud Nackaert
- Zone Stad (2010) - als Vincent De Belder
- David (2009-2010) - als Karel Boutens
- Familie (2011) - als procureur
- Mega Mindy en de dolfijnendiefstal (2011) - als Jacques
- Rox (2011) - als mister Gold
- De Vijfhoek (2012) - als Gunther Stael
- Thuis (2013-2014) - als Kurt Van Damme
- Aspe (2013) - als Boris Hillewaere
- Danni Lowinski (2013) - als Jos Eggermont
- De Ridder (2013) - als Pierre Van Steen
- Voor wat hoort wat (2015) - als Paul
- Familie (2016-2018) - als Paul Wils
- De Kroongetuigen (2016) - als speurder
- Vermist (2016) - als therapeut
- Chaussée d'Amour (2016) - als klant
- Brussel (2017) - als Yves
- De Ludwigs (2017) - als meneer Vauclair
- Salamander (2018) - als Marcel Oversteens
- Kosmoo (2018) - als aannemer
- Flikken Maastricht (2020) - als restauranthouder
- Onder Vuur (2021-2023) - als Lukas Maenhout
- Lisa (2021) - als Bram D'hooge
- Zuipkeet (2021) - als Martin
- Chantal (2022) - als professor Joosten
- Het gouden uur (2022) - als Jean Marc
- Flikken Rotterdam (2022) - als Bart Dewulf
- Het verhaal van Vlaanderen (2023) - als Frans
- Milo (2024-heden) - als Johan Somers
- Knokke Off (2024-2025) - als John

## Film
- Ex Drummer (2007) - als Dries
- Emergo (2011)
- K3 Dierenhotel (2014) - als meneer de Vries
- Michiel de Ruyter (2015) - als hoogbootsman 7 provinciën
- Helden van de zee (2016) - als Jos
- Toy Gun (2018) - als meneer Fortis
- Toy Story 4 (2019) - Combat Carl (stem)

## Boeken
- De Paus en ik
- In het land der blinden
- Alexandra